# Corta Filón Centro
La Corta Filón Centro es un yacimiento minero español situado en la zona de Tharsis, dentro del término municipal de Alosno, en la provincia de Huelva, comunidad autónoma de Andalucía. Filón Centro estuvo en explotación en distintos períodos de los siglos XIX y XX. Actualmente la corta tiene unas dimensiones de 600 metros de largo y 230 metros de ancho, encontrándose parcialmente inundada; el lago alcanza los 40 metros de profundidad.
Desde 2014 está inscrita en el Catálogo General del Patrimonio Histórico Andaluz y cuenta con la catalogación de Bien de Interés Cultural.

## Historia
La explotación del yacimiento se inició hacia mediados del siglo XIX, a cielo abierto, hasta que hacia 1880 se detuvieron los trabajos de extracción y la corta comenzó a inundarse. Para entonces tenía una profundidad de 32 metros. En 1956 se realizaron labores de desagüe para su puesta en funcionamiento de nuevo, iniciándose a continuación los trabajos para el arranque y desmonte de mineral. Los principales trabajos se dieron con la Tharsis Sulphur and Copper Company Limited, propietaria de la mayoría de minas en la comarca. El mineral extraído era transportado mediante camiones volquetes desde la corta hasta las instalaciones de Filón Norte. En la actualidad la explotación de Filón Centro se encuentra inactiva y abandonada.
Tras el abandono de la explotación, en la década de 2000 se habilitó un mirador cubierto en el lado sur de la corta.